# Ủy ban Olympic Đài Bắc Trung Hoa
Ủy ban Olympic Đài Bắc Trung Hoa (tiếng Trung: 中華奧林匹克委員會; bính âm: Zhōnghuá Àolínpǐkè Wěiyuánhuì; nghĩa đen 'Ủy ban Olympic Trung Hoa'; mã IOC: TPE) là Ủy ban Olympic quốc gia đại diện cho Trung Hoa Dân Quốc (Đài Loan).

## Lịch sử
Liên đoàn vận động viên nghiệp dư quốc gia Trung Quốc (中華業餘運動聯合會) được thành lập vào ngày 3 tháng 4 năm 1922. Cuối năm đó, Ủy ban Olympic Quốc tế công nhận Liên đoàn là Ủy ban Olympic Trung Quốc (中國奧林匹克委員會). Năm 1924, Vương Chính Đình (王正廷), chủ tịch của Ủy ban, được bầu làm thành viên của Ủy ban Olympic Quốc tế trong kỳ họp IOC lần thứ 22, được tổ chức tại Paris, Pháp.
Liên đoàn điền kinh nghiệp dư quốc gia Trung Quốc được tổ chức lại vào ngày 24 tháng 8 năm 1924 tại Thượng Hải; tên của Liên đoàn vẫn được giữ nguyên trong tiếng Anh nhưng trong tiếng Trung Quốc thì lại không như vậy. Liên đoàn đã tham dự lễ khai mạc Thế vận hội Mùa hè 1924 tại Paris, nhưng không tham dự các sự kiện thi đấu; không có vận động viên nào được cử đi tham dự Thế vận hội Mùa hè 1928 ở Amsterdam. Ở Thế vận hội Mùa hè 1932, được tổ chức tại Los Angeles, Liên đoàn đã sử dụng tên "Trung Quốc" và chỉ có một vận động viên, Lưu Trường Xuân, thi đấu ở môn chạy nước rút.
Với hậu quả của cuộc nội chiến Trung Quốc, 19 trong số 26 thành viên của Liên đoàn rời đại lục đến Đài Loan. Trụ sở chính của Liên đoàn chuyển từ Nam Kinh đến Đài Bắc và, với sự chấp thuận của IOC, Liên đoàn được đổi tên thành Liên đoàn vận động viên nghiệp dư quốc gia, Ủy ban Olympic Trung Quốc. Người giành được tấm huy chương Olympic đầu tiên trong lịch sử của quốc gia này là vận động viên Dương Truyền Quảng tại Thế vận hội Mùa hè 1960.

Biểu tượng của Ủy ban Olympic Trung Hoa Dân Quốc đã được sử dụng từ năm 1960.

Ban tổ chức Thế vận hội Mùa hè 1952 đã mời cả Cộng hòa Nhân dân Trung Hoa và Trung Hoa Dân Quốc tham dự Thế vận hội, vì IOC đã công nhận cả hai Ủy ban Olympic, nhưng Ủy ban Olympic Trung Hoa đã rút khỏi kỳ hội này vì đoàn của họ được liệt kê với tên gọi là "Trung Quốc (Formosa)". Liên đoàn sau đó đã được Ủy ban Quốc tế thông báo rằng, vì nó không kiểm soát thể thao ở Trung Quốc đại lục, nên nó không thể tiếp tục được công nhận là "Ủy ban Olympic Quốc gia Trung Quốc", và chỉ những đơn đăng ký dưới một cái tên khác mới được xem xét. Hơn nữa, thông báo nêu rõ: "IOC không nên can dự vào bất kỳ vấn đề hoặc quan điểm chính trị nào." Ủy ban điều hành của Ủy ban Olympic quốc tế cho biết Ủy ban Olympic quốc gia nên được coi là cơ quan tài phán địa phương của chính mình, nhưng có quyền tài phán đối với việc quản lý của mình. Do đó, Liên đoàn đã tự tổ chức lại thành Ủy ban Olympic Trung Hoa Dân Quốc (ROCOC), (中華民國奧林匹克委員會) vào ngày 1 tháng 1 năm 1960, và cái tên này đã được chấp thuận vào những năm 1960.
ROCOC đồng ý rằng phái đoàn phải được gọi là "Đài Loan", nhưng sẽ được phép sử dụng tên viết tắt "ROC" trên trang phục thi đấu. Kể từ năm 1971, Trung Quốc đại lục đã sử dụng nhiều cách khác nhau để từ chối tư cách thành viên của Trung Hoa Dân Quốc trong các liên đoàn thể thao quốc tế khác nhau kể từ khi Cộng hòa Nhân dân Trung Hoa trở thành thành viên của Liên Hợp Quốc. Ví dụ, vào năm 1971, Chính phủ Canada tuyên bố không cho phép các thành viên của ROCOC tham dự Thế vận hội Mùa hè 1976 ở Montréal vì nước này công nhận Cộng hòa Nhân dân Trung Hoa là chính phủ hợp pháp duy nhất dựa theo chính sách Một Trung Quốc.
Liên đoàn đã tổ chức thường niên Học viện Olympic Đài Bắc Trung Hoa (CTOA, 中華奧林匹克學院) với tư cách là Kỳ họp Học viện Olympic Quốc gia (NOA, 奧林匹克研討會) mỗi năm tại các quận khác nhau của Đài Loan kể từ năm 1978, và Học viện đã trở thành Ủy ban Olympic Quốc gia thứ tư, và là NOC đầu tiên ở châu Á có Học viện Olympic.
Ủy ban Olympic Hoa Kỳ đã cố gắng giải quyết vấn đề về tư cách thành viên giữa ROCOC và Ủy ban Olympic Trung Quốc tại Kỳ họp IOC lần thứ 81 ở Montevideo, Uruguay, khi quan hệ giữa Trung Hoa Dân Quốc và Hoa Kỳ tan vỡ vào năm 1979. ROCOC đã buộc phải thay đổi tên của Ủy ban và sẽ không còn được phép sử dụng quốc ca và quốc kỳ của Trung Hoa Dân Quốc theo kết quả của một cuộc bỏ phiếu qua bưu điện (với tỉ lệ là 62 thuận:17 chống) của Ủy ban Điều hành Ủy ban Olympic Quốc tế ở Nagoya, Nhật Bản. Sau đó, Tòa án Thụy Sĩ đồng ý việc xem xét tư pháp của ROCOC và thành viên IOC người Đài Loan là Từ Hanh bởi IOC đã vi phạm Hiến chương Olympic. Do đó, IOC đã sửa đổi Hiến chương Olympic vào năm 1980, trong đó quy định rằng các đoàn Olympic được IOC công nhận là Ủy ban Olympic quốc gia và các thành viên của IOC không thể kiện IOC theo phán quyết của Tòa án Thụy Sĩ.

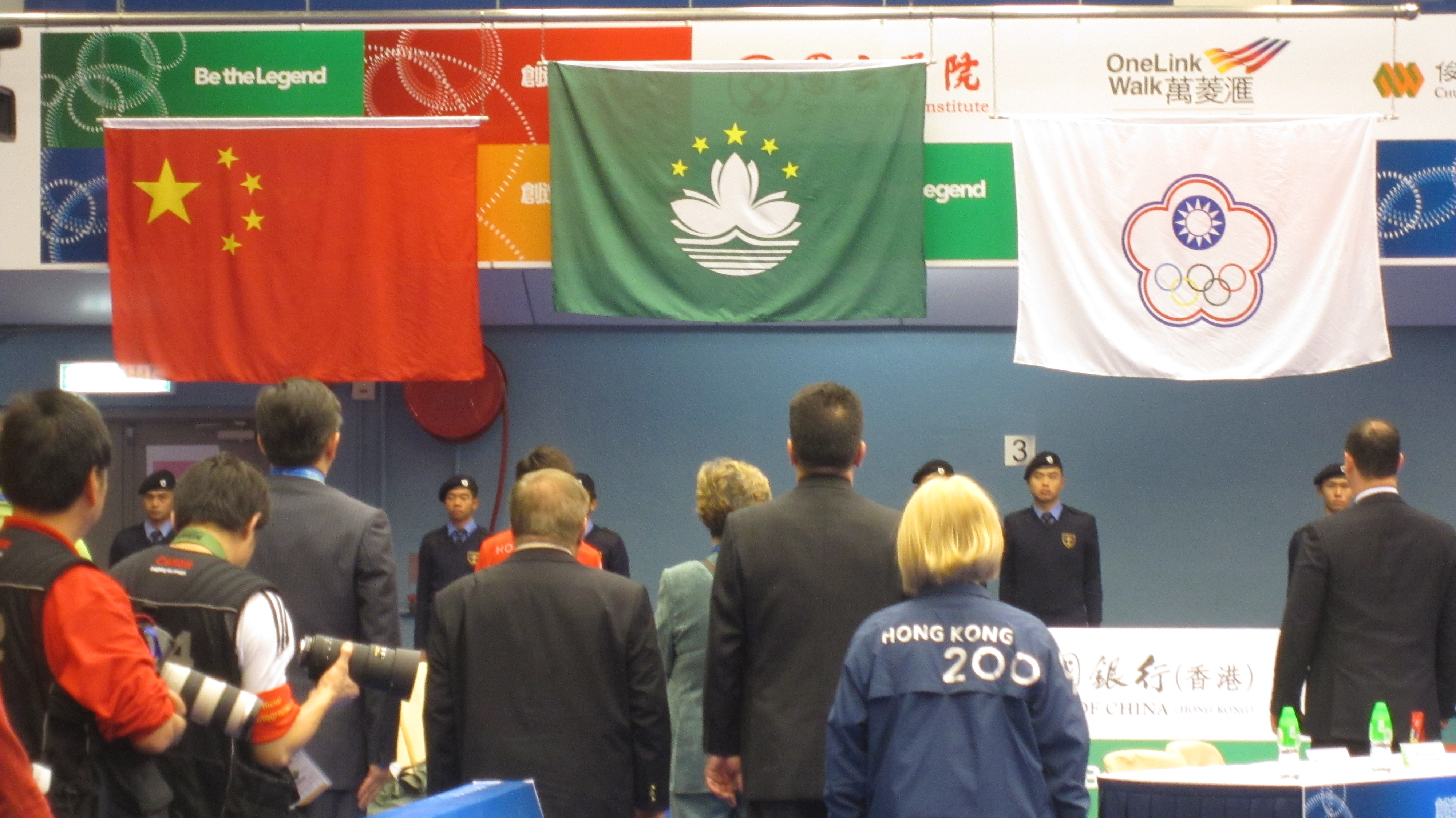
Lá cờ của Đài Bắc Trung Hoa (phải) được kéo lên trong một lễ trao huy chương tại Đại hội Thể thao Đông Á 2009 ở Hồng Kông.

ROCOC được đổi tên thành Ủy ban Olympic Đài Bắc Trung Hoa (中華奧林匹克委員會) theo thỏa thuận đã được phê duyệt giữa Ủy ban Olympic Quốc tế, ở Lausanne và Ủy ban Olympic Đài Bắc Trung Hoa, tại Đài Bắc (國際奧會與中華台北奧會協議書) đã ký bởi Thẩm Gia Minh (đại biểu của Ủy ban), người đã trình bày nó với Ủy ban Olympic Quốc tế ở Lausanne, Thụy Sĩ vào ngày 23 tháng 3 năm 1981, với sự hỗ trợ của Juan Antonio Samaranch, chủ tịch IOC. Thỏa thuận đã được phê duyệt này cho phép phái đoàn của Ủy ban Olympic Đài Bắc Trung Hoa sử dụng Đài Bắc Trung Hoa (中華臺北) để làm biểu tượng của mình, và biểu tượng của Ủy ban Olympic Đài Bắc Trung Hoa và cờ Olympic của Đài Bắc Trung Hoa làm biểu tượng của phái đoàn. Hơn nữa, đoàn thể thao Đài Bắc Trung Hoa sẽ sử dụng chữ T để xác định thứ tự bảng chữ cái trong bảng thứ tự mã IOC. Lần đầu tiên Ủy ban đã thi đấu với biệt danh mới là tại Thế vận hội Mùa đông 1984, ở Sarajevo.
Đối với những cuộc đối đầu thể thao giữa Trung Quốc đại lục và Trung Hoa Dân Quốc, bất kỳ phái đoàn hoặc tổ chức nào từ Trung Hoa Dân Quốc sẽ sử dụng cái tên "Đài Bắc Trung Hoa" (中華台北) thay vì "Đài Bắc Trung Quốc" (中國台北) để tham gia các sự kiện liên quan theo thỏa thuận và ký kết giữa Ủy ban Olympic Đài Bắc Trung Hoa và Ủy ban Olympic Trung Quốc vào ngày 6 tháng 4 năm 1989, tại Hồng Kông.

## Biểu tượng

Lá cờ được Ủy ban Olympic Đài Bắc Trung Hoa sử dụng với biểu tượng hoa mai tại các kỳ Thế vận hội từ một thỏa thuận với IOC vào năm 1981.

Biểu tượng của Ủy ban Olympic Đài Bắc Trung Hoa bao gồm các biểu tượng của Ủy ban Olympic Đài Bắc Trung Hoa và đoàn thể thao Đài Bắc Trung Hoa. Hình dạng bên ngoài là hoa mai tượng trưng cho quốc hoa của Trung Hoa Dân Quốc. Nó bao gồm các vòng tròn Olympic và biểu tượng Thanh Thiên Bạch Nhật (lưu ý rằng biểu tượng Thanh Thiên Bạch Nhật này khác với cả quốc huy của Trung Hoa Dân Quốc và Đảng huy của Quốc dân Đảng mặc dù nó có vẻ giống với Quốc huy của Trung Hoa Dân Quốc). Đối với cờ Olympic của Đài Bắc Trung Hoa thì lại giống như quốc huy.
Quốc kỳ ca của Trung Hoa Dân Quốc được sử dụng làm quốc ca của Đài Bắc Trung Hoa cũng như làm quốc ca của Ủy ban Olympic Đài Bắc Trung Hoa (中華奧林匹克委員會會歌) nhưng không phải là quốc ca của Trung Hoa Dân Quốc, sau khi hiệp định ký vào tháng 6 năm 1981 được Ủy ban Olympic Quốc tế phê duyệt. Ngoài ra, phần lời bài hát đã được sửa đổi để phù hợp với triết lý về Chủ nghĩa Olympic khi được đệ trình phê duyệt vào năm 1981 nhưng phiên bản lời này không được sử dụng phổ biến ở Đài Loan.

## Các đời chủ tịch
Bảng danh sách tất cả các chủ tịch của Ủy ban:
|    | Tên tiếng Việt   | Tên tiếng Trung | Thời gian                      | Dấu ấn                                                                                     |
| -- | ---------------- | --------------- | ------------------------------ | ------------------------------------------------------------------------------------------ |
| 1  | Vương Chính Đình | 王正廷          | 1922–1954                      |                                                                                            |
| 2  | Hác Canh Sinh    | 郝更生          | 1954–1956                      | Đồng sáng lập Đại hội Thể thao châu Á                                                      |
| 3  | Châu Chí Nhu     | 周至柔          | tháng 6, 1956–tháng 12, 1957   |                                                                                            |
| 4  | Đặng Truyền Khải | 鄧傳楷          | tháng 12, 1957–tháng 9, 1962   |                                                                                            |
| 5  | Dương Sâm        | 楊森            | 24 tháng 2, 1962–tháng 6, 1973 |                                                                                            |
| 6  | Từ Hanh          | 徐亨            | 17 tháng 7, 1973–tháng 5, 1974 |                                                                                            |
| 7  | Thẩm Gia Minh    | 沈家銘          | tháng 5, 1974–tháng 9, 1982    | Chết do bệnh tim                                                                           |
| 8  | Trịnh Vi Nguyên  | 鄭為元          | tháng 12, 1982–tháng 9, 1987   |                                                                                            |
| 9  | Trương Phong Tự  | 張豐緒          | tháng 9, 1987–19 tháng 1, 1998 | Đồng thời là chủ tịch của Liên đoàn Điền kinh Nghiệp dư Quốc gia Đài Loan cho đến năm 1994 |
| 10 | Hoàng Thái Châu  | 黃大洲          | 19 tháng 1, 1998–tháng 1, 2006 |                                                                                            |
| 11 | Thái Thần Uy     | 蔡辰威          | tháng 1, 2006–tháng 12, 2013   |                                                                                            |
| 12 | Lâm Hồng Đạo     | 林鴻道          | tháng 12, 2013–nay             | Chủ tịch hiện tại                                                                          |